# Finské velkoknížectví
Finské velkoknížectví (finsky Suomen suuriruhtinaskunta; rusky Великое княжество Финляндское, Velikoje kňažestvo Finljandskoje) byl státní útvar v severovýchodní Evropě ustavený po finské válce v roce 1809 a existující až do roku 1917 jakožto autonomní součást Ruské říše. Území velkoknížectví bylo o 22 000 km² (zhruba rozloha Moravy) větší než je území dnešní Finské republiky, protože ta ztratila v době 2. světové války většinu své části Karélie spolu s koridorem Pečenga; nicméně, větší část původních hranic velkoknížectví se kryje s těmi dnešními.
Dřívější vládci Finska, švédští králové, sice přijali od roku 1556 titul vévoda finský (od r. 1581 pak velkovévoda finský, karelský, ingrijský a votský), nicméně Finsko jako takové bylo po celou dobu švédské vlády integrální součástí Švédska a netvořilo zvláštní správní jednotku.
Velkoknížectví bylo prvním samosprávným finským územím v dějinách, státoprávní a hospodářské podmínky v něm panující výrazně napomohly vzniku novodobého finského národa a zkušenosti ze „stýkání a potýkání“ se s Rusy determinovaly dějiny samostatného Finska a postoje Finů i v následující epoše.

## Dějiny

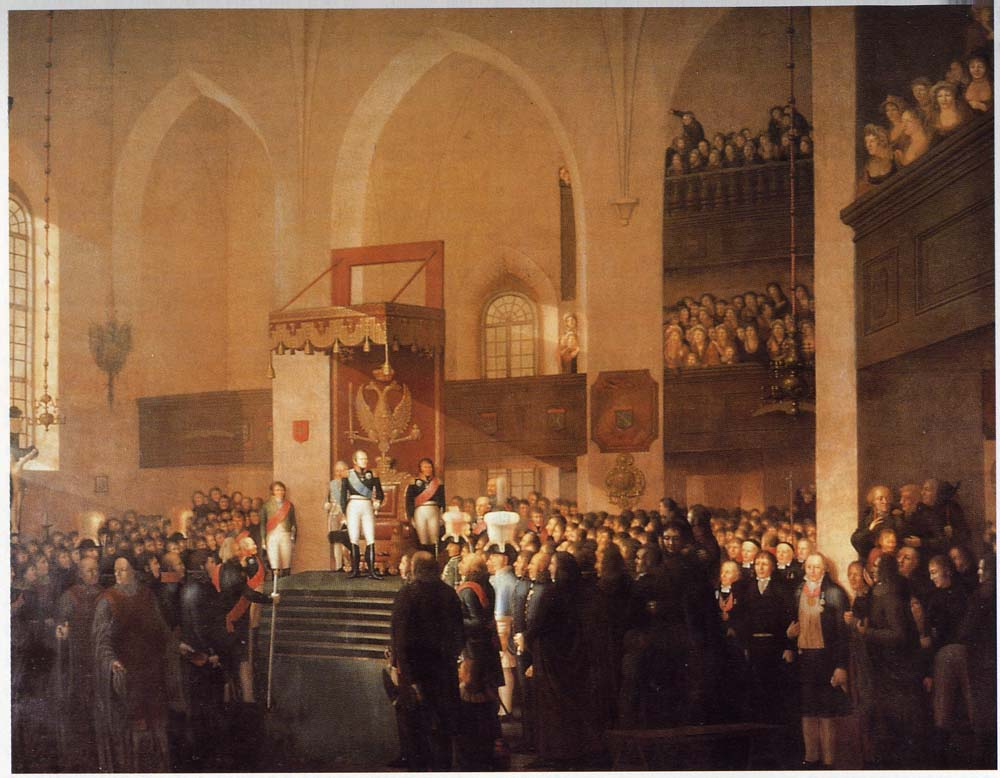
Zahájení sněmu v Porvoo. Obraz od finskošvédského malíře Emanuela Thelninga z roku 1812 zobrazuje založení Finského velkovévodství

Po porážce Švédska ve finské válce v roce 1809, bylo území dnešního Finska obsazeno Ruskem. Smlouvou v Hamině (Fredrikshamn) švédská říše byla nucena vzdát se Finska ve prospěch Ruska. Už předtím, 28. března t. r., ruský car Alexandr I. potvrdil na stavovském shromáždění v městě Porvoo Finsku celou řadu privilegií a práv pocházejících z doby švédské nadvlády (jako byla například existence stavovského sněmu, vlastní zákony) a ustavil Finské velkoknížectví jakožto autonomní provincii v rámci Ruska. Roku 1816 se pak car zavázal, že státoprávní statut darovaný Finsku bude dodržován i ze strany jeho následníků na trůnu.
V první polovině 19. století se Rusové snažili ve Finsku potlačit vliv místních švédských elit a omezit tak další politickou a kulturní orientaci země na Švédsko. V rámci této politiky paradoxně podporovali finské národní hnutí a finský jazyk. V roce 1828 byla na Helsinské univerzitě otevřena katedra finského jazyka a v roce 1850 ustavena profesura finštiny. Za vlády Alexandra II. v roce 1863 byla finština zrovnoprávněna jako oficiální úřední jazyk země. Ruská imperiální moc tak přímo i nepřímo podporovala finizaci Finska. Ze stejných důvodů bylo hlavní město přesunuto z Turku (Åbo) do doposud nevýznamných Helsinek (Helsingfors). Poměrně dlouhou dobu bylo Finsko viděno očima Rusů jako nevýznamná okrajina Ruska a vhodná destinace pro odpočinkové pobyty ruské šlechty i carské rodiny.
Především od konce 80. let 19. století a hlavně na konci 90. let 19. století a na začátku 20. století se postoje ruského centra k Finsku měnily. V rámci rusifikačních snah byla postupně prosazována politika větší integrace Finska do Ruské říše spojená s osobnostmi gubernátorů Nikolaje Ivanoviče Bobrikova v letech 1898–1904 a Franze Alberta Seyna v letech 1909–1917. Historicky posledním generálním gubernátorem Finska byl Konstituční demokrat Nikolaj Vissarionovič Někrasov. Ten nebyl zastáncem rusifikace a navrhoval Finsku větší autonomii, v lepším případě úplnou nezávislost.
Tu Finsko za změněných podmínek vyhlásilo 6. prosince 1917 a definitivně obdrželo (uznáním ze strany nově vzniknuvší Ruské sovětské republiky) 4. ledna 1918.

## Správní vývoj

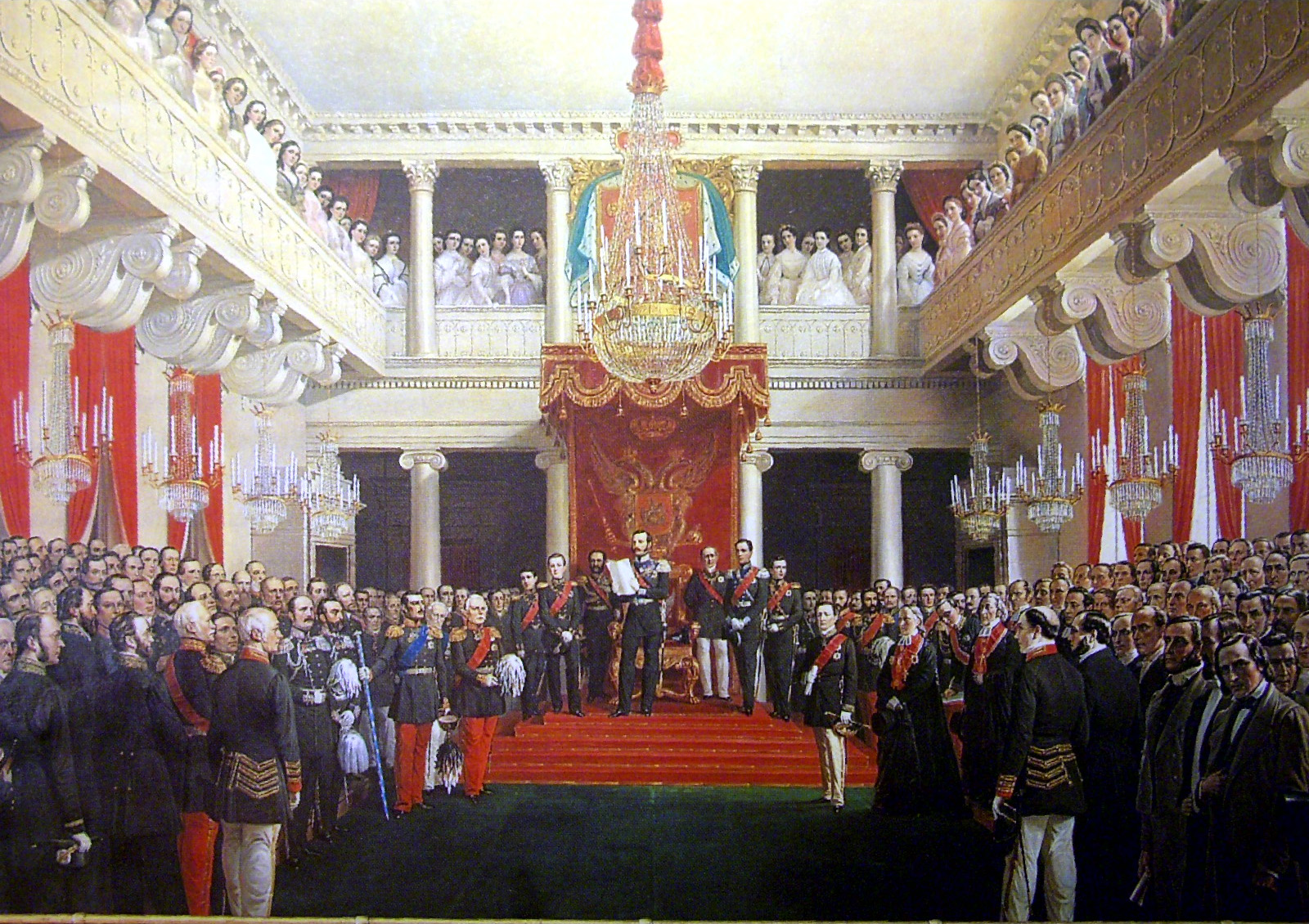
Zahájení finského sněmu Alexandrem II. v roce 1863. Obraz finskošvédského malíře Roberta W. Ekmana. Zobrazená událost byla počátkem moderního finského parlamentarismu

Ruský car vládl ve Finsku jako finský velkokníže, což znamenalo, že země měla jistou administrativní nezávislost, nestala se pouze gubernií Ruské říše jako Ukrajina (Malá Rus) nebo Polské království (po roce 1863). Hlavním představitelem ruské moci v zemi byl gubernátor (generální gubernátor). Jemu po boku, ale s menšími pravomocemi, stál Carský finský senát, doprovázený u carského dvora v Petrohradě svým ekvivalentem, Výborem pro finské záležitosti, jehož předsedové měli přímý styk s carem a předkládali mu návrhy a doporučení senátu. Mocenskou protiváhou senátu byl finský zemský sněm, byť ten se pravidelně začal scházet (s výjimkou holdovacího sněmu v Porvoo) až od roku 1863. Sněm byl čtyřkomorový, v roce 1906 zreformovaný na jednokomorový, už zcela moderní parlament (do něj jako první v Evropě (!) mohly volit a být voleny i ženy); měl malé zákonodárné pravomoci, ale na druhou stranu, bez jeho souhlasu nemohli carové vydávat pro Finsko zákony – krom těch málo oblastí správy, nad nimiž měli neomezenou moc, tj. například cla. Přes některé pokusy nebylo Finsko nikdy spravováno v ruském jazyce, ale mělo vlastní úřední jazyky: švédštinu a od roku 1883 finštinu.
Kromě vlastních zákonů a zákonodárství mělo Finské velkoknížectví vlastní armádu a kadetní školy, což znamenalo, že finští občané nebyli nuceni (ale měli tu možnost) sloužit v ruské carské armádě a mimo území Finska. Tato skutečnost se stala ústředním bodem konfliktu mezi Finy a carskou vládou, která se po roce 1899 snažila systematicky zrušit samostatnost finské armády, což se jí v roce 1901 podařilo.
Finsko mělo také autonomní školství s nepovinnou výukou ruského jazyka a vlastními učebními texty. Autonomie se do počátku 20. století také týkala pošty a cel. I tyto dvě oblasti začaly být v rámci integračních snah trnem v oku petrohradských vládních kruhů. Hlavním protifinským argumentem se i po revoluci roku 1905 stal prerogativ o jednotě a nedělitelnosti Ruska. Vedle zavedení povinné vojenské služby v ruské armádě a zrušení nezávislého statutu finské armády v roce 1901 byl další ranou finské autonomii zákon z roku 1912, který umožňoval ruským občanům službu v aparátu finské administrativy.
Na začátku 1. světové války v roce 1914 měla ruská vláda připravený rozsáhlý rusifikační program, který nasvědčoval tomu, že se Petrohrad rozhodl s finskými specifiky skoncovat. Tento program se týkal především finských zákonů a celého právního systému, pošt a komunikací vůbec nebo zavedení dohledu nad Helsinskou univerzitou. Díky průběhu první světové války se program nepodařilo nikdy realizovat.